# Communauté de communes du Val de Morteau
Die Communauté de communes du Val de Morteau ist ein französischer Gemeindeverband mit der Rechtsform einer Communauté de communes im Département Doubs in der Region Bourgogne-Franche-Comté. Sie wurde am 29. November 2000 gegründet und umfasst acht Gemeinden. Der Verwaltungssitz befindet sich im Ort Morteau.

## Mitgliedsgemeinden
| Gemeinde                                 | Einwohner 1. Januar 2022 | Fläche km² | Dichte Einw./km² | Code INSEE | Postleitzahl |
| ---------------------------------------- | ------------------------ | ---------- | ---------------- | ---------- | ------------ |
| Grand’Combe-Châteleu                     | 1.507                    | 21,46      | 70               | 25285      | 25570        |
| Le Bélieu                                | 512                      | 10,72      | 48               | 25050      | 25500        |
| Les Combes                               | 770                      | 17,58      | 44               | 25160      | 25500        |
| Les Fins                                 | 3.062                    | 25,39      | 121              | 25240      | 25500        |
| Les Gras                                 | 804                      | 14,99      | 54               | 25296      | 25790        |
| Montlebon                                | 2.227                    | 27,27      | 82               | 25403      | 25500        |
| Morteau                                  | 6.905                    | 14,11      | 489              | 25411      | 25500        |
| Villers-le-Lac                           | 5.248                    | 30,17      | 174              | 25321      | 25130        |
| Communauté de communes du Val de Morteau | 21.035                   | 161,69     | 130              | –          | –            |